# Desportiva Ferroviária (ES)
Az Associação Desportiva Ferroviária Vale do Rio Doce (ES), röviden Desportiva Ferroviária, egy brazil labdarúgócsapat. 1963-ban Cariacica városában alapították. Hazai mérkőzéseiket a 30 km távolságra, Vitóriában lévő Engenheiro Alencar Araripe stadionban játsszák. A Capixaba bajnokság első osztályában szerepel.

## Sikerlista

### Állami
- 18-szoros Capixaba bajnok: 1964, 1965, 1967, 1972, 1974, 1977, 1979, 1980, 1981, 1984, 1986, 1989, 1992, 1994, 1996, 2000, 2013, 2016

## Játékoskeret
2015-től
| # |     | Poszt | Név             |
| - | --- | ----- | --------------- |
|   | BRA | K     | Felipe Guedes   |
|   | BRA | K     | Paulo Henrique  |
|   | BRA | K     | Victor Coutinho |
|   | BRA | V     | Eron            |
|   | BRA | V     | Tony            |
|   | BRA | V     | Savio           |
|   | BRA | V     | Leandro Dias    |
|   | BRA | V     | Vitor Santiago  |
|   | BRA | V     | Paulo Sérgio    |
|   | BRA | V     | Tatá            |
|   | BRA | V     | Maxwell         |
|   | BRA | KP    | Ivan            |
|   | BRA | KP    | Bruninho Araújo |

| # |     | Poszt | Név               |
| - | --- | ----- | ----------------- |
|   | BRA | KP    | Tabata            |
|   | BRA | KP    | Thiago            |
|   | BRA | KP    | Victor Hugo       |
|   | BRA | KP    | Erivelton         |
|   | BRA | KP    | Marcos Alagoano   |
|   | BRA | KP    | Gabriel Vargas    |
|   | BRA | KP    | Leleu             |
|   | BRA | CS    | Jean Sá           |
|   | BRA | CS    | Ramon             |
|   | BRA | CS    | Thales Magalhães  |
|   | BRA | CS    | Sharlei           |
|   | BRA | CS    | Alexandre Acerola |